# Cologne Bears
I Cologne Bears sono stati una squadra di football americano di Colonia, in Germania; fondati nel 1987, hanno chiuso nel 1994.

## Dettaglio stagioni

### Tornei nazionali

#### Campionato

##### Bundesliga
| Stagione | regular season | regular season | regular season | regular season | regular season | regular season | playoff | playoff | playoff | playoff | playoff | playoff   | playoff    |
|          | Vin            | Par            | Per            | Tot            | PF             | PS             | Vin     | Per     | Tot     | PF      | PS      | risultato | avversaria |
| -------- | -------------- | -------------- | -------------- | -------------- | -------------- | -------------- | ------- | ------- | ------- | ------- | ------- | --------- | ---------- |
| 1992     | 0              | 0              | 12             | 12             | 108            | 395            | -       | -       | -       | -       | -       | -         | -          |
| Totale   | 0              | 0              | 12             | 12             | 108            | 395            | -       | -       | -       | -       | -       |           |            |

Fonti: Enciclopedia del Football - A cura di Roberto Mezzetti

##### 2. Bundesliga
| Stagione | regular season | regular season | regular season | regular season | regular season | regular season | playoff | playoff | playoff | playoff | playoff | playoff      | playoff            |
|          | Vin            | Par            | Per            | Tot            | PF             | PS             | Vin     | Per     | Tot     | PF      | PS      | risultato    | avversaria         |
| -------- | -------------- | -------------- | -------------- | -------------- | -------------- | -------------- | ------- | ------- | ------- | ------- | ------- | ------------ | ------------------ |
| 1990     | 11             | 0              | 1              | 12             | 376            | 75             | -       | -       | -       | -       | -       | -            | -                  |
| 1991     | 9              | 0              | 1              | 10             | 304            | 124            | -       | -       | -       | -       | -       | -            | -                  |
| 1993     | 10             | 1              | 0              | 11             | 402            | 60             | 1       | 1       | 2       | 30      | 32      | Non promossi | Braunschweig Lions |
| Totale   | 30             | 1              | 2              | 33             | 1082           | 259            | 1       | 1       | 2       | 30      | 32      |              |                    |

Fonti: Enciclopedia del Football - A cura di Roberto Mezzetti

##### Verbandsliga
| Stagione | regular season | regular season | regular season | regular season | regular season | regular season | playoff | playoff | playoff | playoff | playoff | playoff   | playoff    |
|          | Vin            | Par            | Per            | Tot            | PF             | PS             | Vin     | Per     | Tot     | PF      | PS      | risultato | avversaria |
| -------- | -------------- | -------------- | -------------- | -------------- | -------------- | -------------- | ------- | ------- | ------- | ------- | ------- | --------- | ---------- |
| 1989     | 10             | 0              | 0              | 10             | 361            | 99             | -       | -       | -       | -       | -       | -         | -          |
| Totale   | 10             | 0              | 0              | 10             | 361            | 99             | -       | -       | -       | -       | -       |           |            |

Fonti: Enciclopedia del Football - A cura di Roberto Mezzetti

##### Landesliga
| Stagione | regular season | regular season | regular season | regular season | regular season | regular season | playoff | playoff | playoff | playoff | playoff | playoff   | playoff    |
|          | Vin            | Par            | Per            | Tot            | PF             | PS             | Vin     | Per     | Tot     | PF      | PS      | risultato | avversaria |
| -------- | -------------- | -------------- | -------------- | -------------- | -------------- | -------------- | ------- | ------- | ------- | ------- | ------- | --------- | ---------- |
| 1988     | 9              | 1              | 2              | 12             | 199+?          | 76+?           | -       | -       | -       | -       | -       | -         | -          |
| Totale   | 9              | 1              | 2              | 12             | 199+?          | 76+?           | -       | -       | -       | -       | -       |           |            |

Fonti: Enciclopedia del Football - A cura di Roberto Mezzetti